# Chiltern Hills
Chiltern Hills nebo také The Chilterns je pahorkatina v Anglii. Nachází se severozápadně od Londýna na území hrabství Oxfordshire, Buckinghamshire, Bedfordshire a Hertfordshire. Má rozlohu 833 km² a nejvyšším bodem je Haddington Hill (267 m n. m.).
Pahorkatina je tvořena křídou a vznikla před 65–95 miliony let. V období würmu tudy procházela hranice zalednění. Kopce jsou porostlé převážně bukovými a habrovými lesy, což se odráží ve zdejší tradici nábytkářství, o níž se zmiňuje již Daniel Defoe. Nacházejí se zde také pastviny a obilná pole, těží se křída a pazourek, oblast je známá i kvalitní minerální vodou. Chiltern Hills patří do povodí Temže, hlavními řekami jsou Lea a Colne. Významnými městy jsou Luton, High Wycombe, Amersham a Henley-on-Thames. Lokalita Zouches Farm je známá díky rozhlasovému vysílači. Soutěskou Aston Rowant Cutting prochází dálnice M40 z Londýna do Birminghamu.
Od roku 1965 je oblast chráněna jako Area of Outstanding Natural Beauty. Nedaleko Chalfont St Peter byl v roce 1981 otevřen skanzen místní architektury. Přes kopce vede cesta The Ridgeway, která byla využívána již před pěti tisíci lety. Římané zde založili pevnost Verulamium.